# Друцький Михайло Данилович
Михайло Данилович, світське ім'я невідоме (2-а половина XIII — 1-а пол. XIV століття) — князь друцький. 
Син кн. Данила. Відомий лишень з пом'яника Києво-Печерської лаври, згідно з яким він мав принаймні одного сина, також званого Михайлом.  
За спостереженнями Федора Успенського, в домонгольській ономастичній традиції Рюриковичів князь міг отримати батькове ім'я в єдиному випадку — якщо він народився після його смерті. Втім, до середини XIII століття традиція зазнала змін: тепер батько і син могли мати однакові хрещені імена, але від різних святих-тезок й при відмінності світських імен. Отож, ймовірно, Михайло Данилович та його син користувались різними світськими йменнями, невідомими зараз. 